# Ulrich Arnold Corti
Ulrich Arnold Corti (* 16. August 1904 in Dübendorf; † 12. Januar 1969) war ein Schweizer Chemiker und Ornithologe.

## Leben
Corti war der Sohn des aus dem Tessin stammenden Chemikers und Entomologen Arnold Corti (1873–1932) und der aus dem westfälischen Iserlohn stammenden Bethelschwester Helene Stamm (1878–1948). Er war das zweite von vier Geschwistern: er hatte eine ältere Schwester, Ida Corti-Suter (1899–1934) und zwei jüngere Brüder: Walter Robert Corti (1910–1990), der vor allem als Mitgründer des Kinderdorfes Pestalozzi bekannt wurde, und der Industrielle Jean Wilhelm Corti-Gafafer (1907–1990).

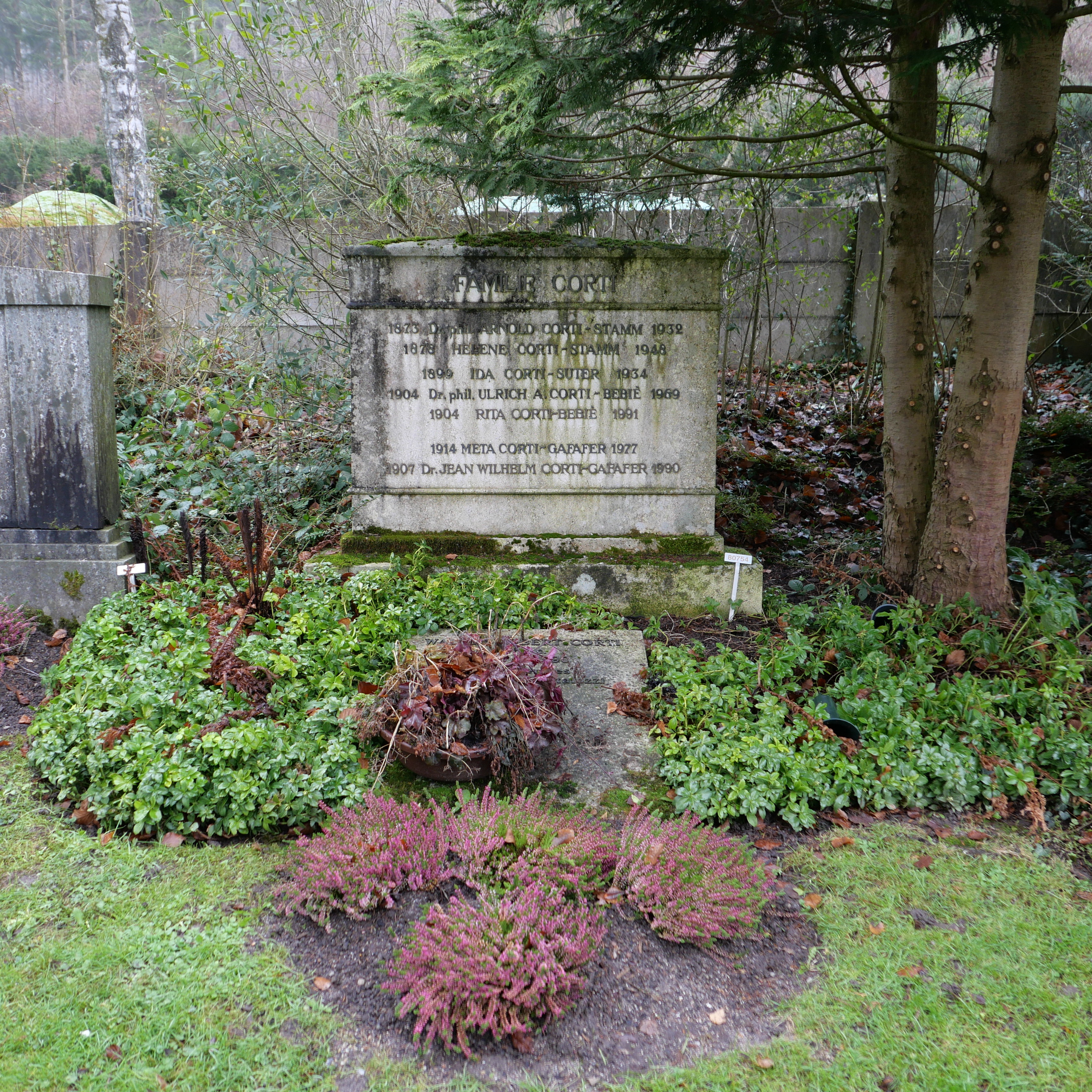
Das Familiengrab

Corti arbeitete als Leiter eines Nahrungsmittel-Labors bei der Firma Maggi. Von 1946 bis 1952 war er der erste Direktor der Eawag, ab 1952 Gründer und Leiter des Instituts für Biophysik in Zürich und ab 1955 Gründer und Leiter eines eigenen Unternehmens, welches elektronische Geräte für die Messung der Aktivität von Lebewesen entwickelte.
In seiner Freizeit beschäftigte sich Corti mit der Ornithologie und der Entomologie. Von 1932 bis 1939 war er Präsident der Schweizerischen Gesellschaft für Vogelkunde und Vogelschutz. Als Redaktor betreute er die Zeitschriften Schweizerisches Archiv für Ornithologie (1932–1949) sowie Der Ornithologische Beobachter (1935–1939). Von 1940 bis 1942 präsidierte er die Entomologia Zürich und ab 1965 bis zu seinem Tod die von ihm gegründete Alpenornithologen-Vereinigung Monticola.
Ulrich Corti war verheiratet mit Rita Bebiè (1904–1991). Beide haben ihre letzte Ruhestätte auf dem Friedhof Fluntern gefunden. Im gleichen Grab sind eine Eltern, seine Geschwister sowie die Ehefrau von seinem Bruder Jean Wilhelm bestattet.

## Publikationen
- 1. Versuche zur Synthese des Ephedrins und einiger seiner Homologen; 2. Über die Trennung von Aminosäuren. Dissertation, Zürich 1929.
- Gewässerschutz und Trinkwasserversorgung. Zürich 1951.
- Die Forschung auf dem Gebiete der Abwasserreinigung und des Gewässerschutzes. Zürich 1955.
- Die Vögel des Kantons Tessin. Bellinzona 1945.
- Konstitution und Umwelt der Alpenvögel. Chur 1965.
- Der Forscher. Chur 1967.